# ファウルボール

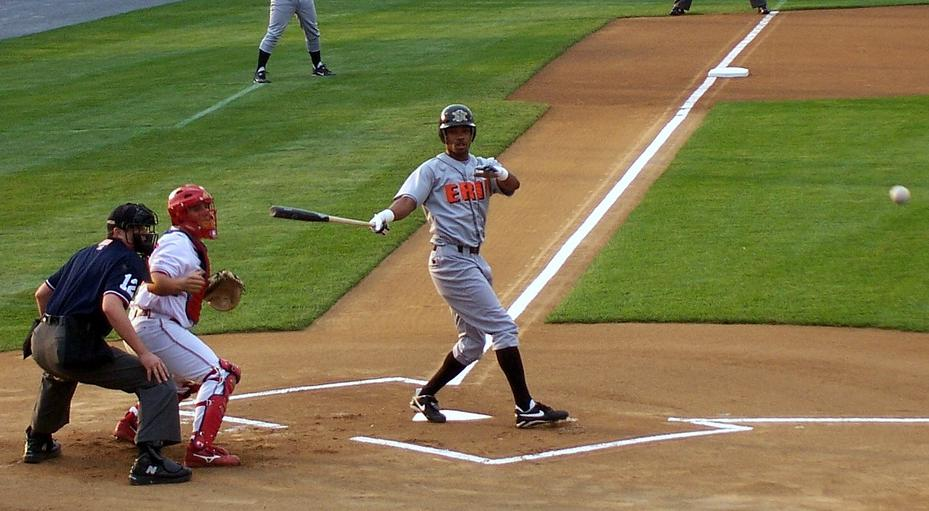
打球がファウルボールになった打者（ヌック・ローガン）

ファウルボール（英: Foul Ball）とは、野球、ソフトボールにおいて打者の打球がフェア地域に入らなかったもののことである（例外あり）。単に「ファウル」とも呼ばれる。

## 定義
野球のフィールドは、本塁から一塁および本塁から三塁を通って外野フェンスに至る2本の線（ファウルライン）で区切られており、このうち捕手以外の守備側の選手や各塁が存在する側をフェア地域（フェアグラウンド）、それ以外をファウル地域（ファウルグラウンド）と呼ぶ。ファウルライン上はフェア地域である。
ファウルボールとは、打者が打った打球が次のようになったものをいう。
- 最終的に、本塁と一塁または三塁の間のファウル地域に止まったもの。
  - 打球が外野に到達しなければ、ボールが動いている間はフェアなのかファウルなのか確定しない。
- 一塁または三塁をバウンドしながら外野へ越えていく際に、一塁または三塁よりもファウル地域側を通過したもの
- 最初に落下した地点が、一塁または三塁を越えたファウル地域であるもの
- ファウル地域内（ファウル地域の上空も含む）で、野手や走者などのプレーヤー、審判員、地面以外のもの（フェンスやネットはもちろん、捕手が外したマスクや打者が投げ捨てたバット、球審が誤って落とした箒なども含む）に触れたもの（この場合、触れた瞬間のボールの位置を判断基準とする。プレイヤーや審判員等の位置は無関係である）
- まだバッタースボックス内にいる打者の身体や着衣または打者が持っているバットに触れたもの

以上の定義は公認野球規則により定められている（定義32 FOUL BALL「ファウルボール」）。

## 概要

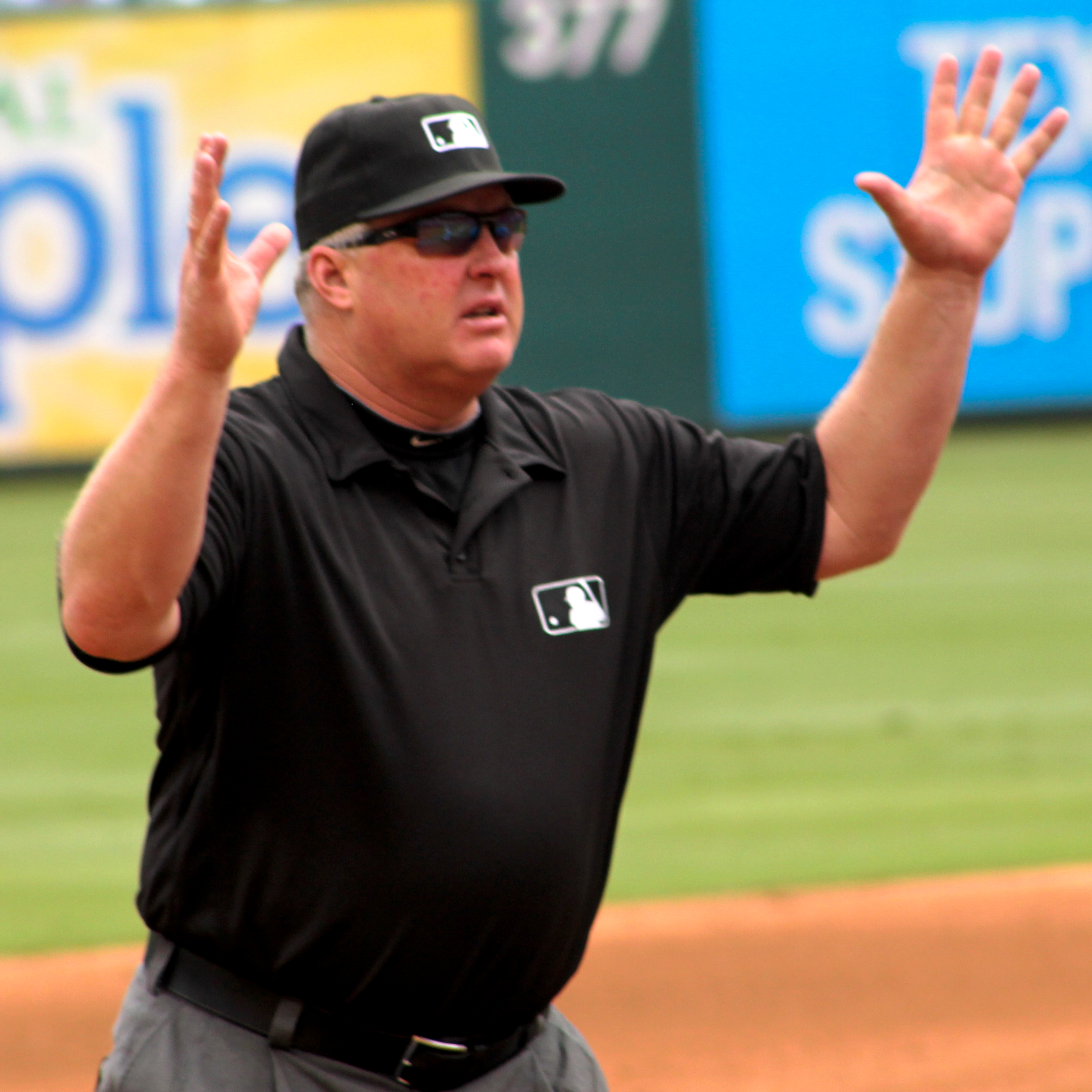
ファウルボールの宣告をする審判

審判員がファウルボールの判定を行う際は「ファウルボール」と発声し、両手を上方に広げたジェスチャーを行う。ファウルボールが捕球されなかった場合はボールデッドとなる（公認野球規則5.06（c）の原文、「捕球」はノーバウンドでの捕球を指す）。走者は投球当時の占有塁に戻り、打者は打ち直す。このとき、ボールカウントが0ストライク、または1ストライクの場合は、ストライクが1つ追加される。2ストライクの場合は、ボールカウントはそのままで再開される。
飛球は、ファウル地域に飛んだものであっても、グラウンドに落下する以前に野手が捕球した場合は、フェア地域で飛球が捕球された場合と同様になる。すなわち、打者はアウトで、ボールインプレイである。走者にはリタッチの義務が発生し、リタッチをした後は進塁を試みてもよい（タッグアップ）。記録では「邪飛」と書かれる。
打者はファウルボールを何本打っても、そのこと自体によりアウトになることはない。しかし、2ストライク後にバント（スリーバントと呼ばれる）した打球がファウルボールとなった場合は第3ストライクが宣告（三振）されるとともに、打者はアウトになる。このルールが追加される前は、意図的にバントで繰り返しファウルボールにし、相手の投手を疲れさせ降板させようとする戦法が広く使われていた。現在でも投手に多く投球させるために不利な投球に当てるだけのバッティングを行い、わざとファウルボールにする（根負けして甘い球が投げられた時を狙い打つ）戦術（カット）は行われているが、バントに比べれば難しい行為である。
日本高等学校野球連盟が定めた高校野球特別規則・8においては、「自分の好む投球を待つために、打者が意識的にファウルにするような、いわゆる"カット打法"は、そのときの打者の動作（バットをスイングしたか否か）により、審判員がバントと判断する場合もある。」と定められており、2ストライクからの「カット打法」は、高校野球に限っていえば、スリーバントと同様の扱いとなる可能性がある。

### 規則適用上の注意点
打球が一度本塁と一塁または三塁の間のファウル地域でバウンドしても、そのまま静止するか、一塁または三塁のファウル地域側を越えるか、プレーヤーなどに触れない限りはファウルボールとはならない。プレーヤーなどに触れ、ファウルボールと判定されるまではボールインプレイである。打球にスピンがかかっていたり、イレギュラーバウンドをしたりするなどの理由で、打球のバウンドが変わってファウル地域からフェア地域に入ってくる場合があるが、最初に打球が野手に触れた地点がフェア地域であるならば、それ以前に本塁と一塁または三塁の間のファウル地域でバウンドしていたとしても、フェアボールとなる。

## 観戦時におけるファウルボールの扱い
メジャーリーグベースボール（MLB）では、ファンがボールを返さなかったことがきっかけで、1921年からファウルボールをプレゼントするサービスが始まった。
日本プロ野球（NPB）の一軍公式戦で観客席に入ったファウルボールは全球場で観客が持ち帰れる（ファウルフライを捕球した野手が、ファンサービスとして投げ込むこともある）が、かつては景品と交換する形で野球場の係員に返却するか、あるいはただ返却する制度が一般的だった。二軍戦やアマチュア野球では最寄の係員に返却することが一般的である。しかしNPB二軍戦において、試合中にボールの回収等の業務を行う係員は、多くは配置されない。
現在のNPB二軍戦や、その二軍と社会人野球、独立リーグ、クラブチーム等との対戦で、非公式の練習試合を行う場合や、選抜高等学校野球大会や全国高等学校野球選手権大会では持ち帰ることができる。いずれの場合においてもファウルボールをグラウンドに投げ返してはならない。

## ファウルボールによる事故
プロ野球において、観客などが観客席に飛びこんできたファウルボールにぶつかって大怪我をする事例がある。試合の主催者には安全に運営する一定の義務はあるが、チケットの裏面には試合観戦契約約款第13条が記載され、主催者側には責任がない旨が明記されている。過去にファウルボールで負傷した観客が球場側に損害賠償を求めた事例において、仙台地方裁判所は、野球には臨場感が欠かせない要素であるとした上で、「過剰な安全施設はプロ野球の魅力を減らす」として、一定の安全対策をしていれば充分としている。
例えば東北楽天ゴールデンイーグルス等は、不慮の事故に備えてヘルメットの貸し出し等を行うとともに「試合中はボールから目を離さないでほしい」と呼びかけている。各球場に増設されたフィールドシートの大部分においては、ヘルメットが貸与され着用するよう呼びかけられ、グラブが貸与される野球場もある。ただし、身体に何らかしらの要因があり、ボールを避ける能力を有しない者でも観戦自体は自己責任で行うことができる。また補助犬等も入場することができる。
ボール等の追いかけ等、他の観客に損害を及ぼす行為も禁止行為となっており、例えば東京ドームでは、ファンサービスとしてボールが投げ込まれた際、怪我のないよう十分注意した上で、投げ込み実施時にはボールを追いかけてはならず、席を離れないよう公式ウェブサイト上で呼びかけている。ZOZOマリンスタジアムでも、初回守備前の“マリーンズスタメンによるサインボール投げ込み”の際に「その場で受け取って下さい、ボールを追わないで下さい」とスタジアムDJが場内アナウンスを行なう。
しかしながら、実際には、防護ネットを外した札幌ドームでは2009年には94件、2010年には99件と毎年100件近くの事故が発生している。大きな事故事例としては、宮城球場で2005年に児童が頭蓋骨陥没骨折する事故が、2008年に右目眼球破裂事故が起きている。札幌ドームでは観客が失明する事故が2007年と2010年に発生している。2010年の事故では、札幌ドームや北海道日本ハムファイターズ、札幌市らを相手取った裁判となり、札幌地方裁判所が被告に対し4195万円あまりの損害賠償を命じる判決を下した。
メジャーリーグベースボールにおいては、少なくとも過去に5件以上の死亡事故が発生している。過去の事故においては、ボールがバットに当たってから到達するまで約2秒、注意喚起がなされてから0.5秒で直撃したために、相応の注意が必要である。2018年には、負傷対策として30球場で防護ネットを少なくともベンチの端まで設置することを決定した。
アメリカの裁判事例においては、マスコットが観客の注意を逸らせたとして球団に責任認めた事例があるものの、日本の裁判事例においては、売り子からビールを購入したことが契機となってボールから目を離したために発生した事故についても、自己責任であるとしている。
日本ではファウルボールがスタンドに入る時は笛とアナウンスで注意されるが、アメリカではそのような注意がなく、自分での判断が求められる。
2009年4月19日には、横浜スタジアムで阪神タイガースの鳥谷敬の打った打球が右翼席最前列にいたビールの売り子にぶつかるという事故が発生している。観戦ではなく、手に荷物を持ち、ボールから目を離すことも多いが、ヘルメット着用などの義務はされていない。